# Natação nos Jogos Olímpicos de Verão de 2008 - 400 m medley feminino
A competição dos 400 metros medley individual feminino nos Jogos Olímpicos de Verão de 2008 aconteceram nos dias 9 e 10 de agosto no Centro Aquático Nacional de Pequim.

## Medalhistas
| Ouro   | AUS Stephanie Rice  |
| Prata  | ZIM Kirsty Coventry |
| Bronze | USA Katie Hoff      |

## Recordes
Antes desta competição, os recordes mundiais e olímpicos da prova eram os seguintes:
| Tipo | Atleta             | Tempo   | Local  | Data                   | Ref |
| ---- | ------------------ | ------- | ------ | ---------------------- | --- |
|      | USA Katie Hoff     | 4:31.12 | Omaha  | 29 de junho de 2008    | ver |
|      | UKR Yana Klochkova | 4:33.59 | Sydney | 16 de setembro de 2000 |     |

## Eliminatóriats
| #  | Nadadora                       | Tempo   | Eliminatória | Pista | Notas |
| -- | ------------------------------ | ------- | ------------ | ----- | ----- |
| 1  | USA Elizabeth Beisel           | 4:34.55 | 3            | 4     | Q     |
| 2  | USA Katie Hoff                 | 4:34.63 | 5            | 4     | Q     |
| 3  | ITA Alessia Filippi            | 4:35.11 | 3            | 5     | Q     |
| 3  | AUS Stephanie Rice             | 4:35.11 | 4            | 4     | Q     |
| 5  | RUS Yana Martinova             | 4:36.25 | 3            | 3     | Q     |
| 6  | CHN Li Xuanxu                  | 4:36.35 | 4            | 3     | Q     |
| 7  | ZIM Kirsty Coventry            | 4:36.43 | 4            | 5     | Q     |
| 8  | GBR Hannah Miley               | 4:36.56 | 5            | 5     | Q     |
| 9  | POL Katarzyna Baranowska       | 4:36.95 | 4            | 7     |       |
| 10 | RSA Katheryn Meaklim           | 4:37.11 | 4            | 1     |       |
| 11 | JPN Maiko Fujino               | 4:37.35 | 3            | 7     |       |
| 12 | HUN Katinka Hosszú             | 4:37.55 | 5            | 3     |       |
| 13 | HUN Zsuzsanna Jakabos          | 4:37.86 | 5            | 2     |       |
| 14 | ESP Mireia Belmonte            | 4:37.91 | 5            | 7     |       |
| 15 | GBR Keri-Anne Payne            | 4:38.69 | 3            | 6     |       |
| 16 | SLO Anja Klinar                | 4:38.90 | 5            | 8     |       |
| 17 | BRA Joanna Maranhão            | 4:40.18 | 2            | 3     |       |
| 18 | NOR Sara Nordenstam            | 4:40.28 | 2            | 7     |       |
| 19 | FRA Camille Muffat             | 4:40.29 | 4            | 6     |       |
| 20 | CAN Tanya Hunks                | 4:40.63 | 3            | 8     |       |
| 21 | RSA Jessica Pengelly           | 4:41.04 | 5            | 1     |       |
| 22 | AUS Samantha Hamill            | 4:41.89 | 3            | 1     |       |
| 23 | FRA Joanne Andraca             | 4:43.88 | 5            | 6     |       |
| 24 | NZL Helen Norfolk              | 4:44.22 | 3            | 2     |       |
| 25 | CHN Liu Jing                   | 4:44.96 | 2            | 5     |       |
| 26 | JPN Saori Haruguchi            | 4:45.22 | 4            | 2     |       |
| 27 | KOR Yu-seon Nam                | 4:46.74 | 1            | 3     |       |
| 28 | CAN Alexa Komarnycky           | 4:46.98 | 4            | 8     |       |
| 29 | MEX Susana Escobar             | 4:47.32 | 2            | 8     |       |
| 30 | RUS Svetlana Karpeeva          | 4:50.22 | 2            | 6     |       |
| 31 | SIN Ting Wen Quan              | 4:51.25 | 1            | 6     |       |
| 32 | GER Katharina Schiller         | 4:51.52 | 2            | 2     |       |
| 33 | MAS Yih Way Lew                | 4:55.83 | 1            | 4     |       |
| 34 | AUT Jördis Steinegger          | 4:56.15 | 2            | 1     |       |
| 35 | EST Anna-Liisa Põld            | 4:58.21 | 1            | 5     |       |
| 36 | ARG Georgina Bardach           | 5:00.87 | 2            | 4     |       |
| 37 | THA Nimitta Thaveesupsoonthorn | 5:02.18 | 1            | 7     |       |
| 38 | TUN Maroua Mathlouthi          | DNS     | 1            | 2     |       |

## Final
| #                 | Pista | Nadadora             | Tempo   | Notas |
| ----------------- | ----- | -------------------- | ------- | ----- |
| Medalha de ouro   | 6     | AUS Stephanie Rice   | 4:29.45 | WR    |
| Medalha de prata  | 1     | ZIM Kirsty Coventry  | 4:29.89 | AF    |
| Medalha de bronze | 5     | USA Katie Hoff       | 4:31.71 |       |
| 4                 | 4     | USA Elizabeth Beisel | 4:34.24 |       |
| 5                 | 3     | ITA Alessia Filippi  | 4:34.34 |       |
| 6                 | 8     | GBR Hannah Miley     | 4:39.44 |       |
| 7                 | 2     | RUS Yana Martinova   | 4:40.04 |       |
| 8                 | 7     | CHN Li Xuanxu        | 4:42.13 |       |

Legenda
| Recorde mundial      | Recorde mundial (World record)               |                       | Recorde africano                      | Recorde africano (African) |                                           | Q | Classificado por posição (Qualified) |
| Recorde olímpico     | Recorde olímpico (Olympic record)            | Recorde da América    | Recorde da América (Americas)         | q                          | Classificado por melhor tempo (Qualified) |   |                                      |
| Melhor marca do ano  | Melhor marca do ano (World leading)          | Recorde asiático      | Recorde asiático (Asian)              | DNS                        | Não largou (Did not start)                |   |                                      |
| Recorde nacional     | Recorde nacional (National record)           | Recorde europeu       | Recorde europeu (European)            | DNF                        | Não terminou (Did not finish)             |   |                                      |
| Recorde pessoal      | Recorde pessoal do atleta (Personal best)    | Recorde da Oceania    | Recorde da Oceania (Oceania)          | DSQ / DQ                   | Desclassificado (Disqualified)            |   |                                      |
| Recorde da temporada | Recorde da temporada do atleta (Season best) | Recorde sul-americano | Recorde sul-americano (South America) | NM                         | Sem marca (No mark)                       |   |                                      |